# Nederlandse kampioenschappen atletiek 1954
In 1954 werden de Nederlandse kampioenschappen atletiek gehouden op 7 en 8 augustus In het Gemeentelijk Sportpark in Tilburg. De organisatie lag in handen van het district Noord-Brabant van de KNAU. De weersomstandigheden waren slecht en de vele regenbuien hadden een nadelige invloed op de prestaties. 
Op 27 september werden op de Nenijto-baan in Rotterdam het NK op de onderdelen 200 m horden, 3000 m steeplechase en kogelslingeren en de vijfkamp (dames) gehouden onder uiterst slechte weersomstandigheden.
Het NK-marathon werd op 28 augustus gehouden in Het Gooi met start en aankomst in het Hilversumse Sportpark.
De Nederlandse kampioenschappen tienkamp (heren) werden op 25 en 26 september gehouden op de Amsterdamse Sintelbaan van AAC. 

## Uitslagen

### 100 m
| rang   | atleet            | prestatie |
| ------ | ----------------- | --------- |
| Goud   | Theo Saat         | 10,8 s    |
| Zilver | Aad van Hardeveld | 10,9 s    |
| Brons  | Hayo Rulander     | 11,0 s    |

| rang   | atlete                 | prestatie |
| ------ | ---------------------- | --------- |
| Goud   | Puck van Duyne-Brouwer | 12,3 s    |
| Zilver | Elly Witkamp           | 12,6 s    |
| Brons  | Dicky van Dijk         | 12,6 s    |

### 200 m
| rang   | atleet            | prestatie |
| ------ | ----------------- | --------- |
| Goud   | Aad van Hardeveld | 21,8 s    |
| Zilver | Theo Saat         | 21,9 s    |
| Brons  | Hayo Rulander     | 22,1 s    |

| rang   | atlete                 | prestatie |
| ------ | ---------------------- | --------- |
| Goud   | Puck van Duyne-Brouwer | 25,0 s    |
| Zilver | Elly Witkamp           | 25,7 s    |
| Brons  | Dicky van Dijk         | 25,8 s    |

### 400 m
| rang   | atleet          | prestatie |
| ------ | --------------- | --------- |
| Goud   | P. Wijnbergen   | 50,0 s    |
| Zilver | Chris Smildiger | 50,4 s    |
| Brons  | B. Verweij      | 50,6 s    |

### 800 m
| rang   | atleet         | prestatie |
| ------ | -------------- | --------- |
| Goud   | Harry de Kroon | 1.54,6    |
| Zilver | Jan Rem        | 1.55,3    |
| Brons  | Frits Wolsink  | 1.56,3    |

| rang   | atlete           | prestatie |
| ------ | ---------------- | --------- |
| Goud   | Gré de Jongh     | 2.22,3    |
| Zilver | Wil Grezel       | 2.27,0    |
| Brons  | T. Goseling-Wels | 2.34,0    |

### 1500 m
| rang   | atleet          | prestatie |
| ------ | --------------- | --------- |
| Goud   | Wim Roovers     | 4.03,8    |
| Zilver | Antoon Jonkers  | 4.04,0    |
| Brons  | Dick Soesbergen | 4.05,6    |

### 5000 m
| rang   | atleet               | prestatie |
| ------ | -------------------- | --------- |
| Goud   | Henk van de Veerdonk | 15.10,4   |
| Zilver | Henk Viset           | 15.17,4   |
| Brons  | Cees Malipaard       | 15.27,4   |

### 10.000 m
| rang   | atleet           | prestatie |
| ------ | ---------------- | --------- |
| Goud   | J. van der Voort | 32.17,4   |
| Zilver | Paul Verra       | 32.18,8   |
| Brons  | H. Verkerk       | 32.57,0   |

### 110 m horden/80 m horden
| rang   | atleet         | prestatie |
| ------ | -------------- | --------- |
| Goud   | Gerard Brocken | 15,5 s    |
| Zilver | Kees Schuiling | 15,7 s    |
| Brons  | L. Vlamings    | 16,1 s    |

| rang   | atlete              | prestatie |
| ------ | ------------------- | --------- |
| Goud   | Fanny Blankers-Koen | 11,2 s    |
| Zilver | Selma Heystek       | 12,0 s    |
| Brons  | Corrie Kalman       | 12,2 s    |

### 200 m horden
| rang   | atleet            | prestatie |
| ------ | ----------------- | --------- |
| Goud   | Frans Buys        | 25,1      |
| Zilver | Joop Klip         | 25,2      |
| Brons  | Cees Sleeuwenhoek | 25,3      |

### 400 m horden
| rang   | atleet                | prestatie |
| ------ | --------------------- | --------- |
| Goud   | Jouke Speerstra       | 55,0 s    |
| Zilver | Frans Buijs           | 55,6 s    |
| Brons  | Gerrit van der Hoeven | 55,6 s    |

### 3000 m steeplechase
| rang   | atleet          | prestatie |
| ------ | --------------- | --------- |
| Goud   | Wil van Zeeland | 9.47,5    |
| Zilver | Jan Vergeer     | 9.50,5    |
| Brons  | Jaap Bijlsma    | 10.08,6   |

### Verspringen
| rang   | atleet         | prestatie |
| ------ | -------------- | --------- |
| Goud   | Henk Visser    | 7,06 m    |
| Zilver | Tonny Mooij    | 6,88 m    |
| Brons  | Gerard Wessels | 6,67 m    |

| rang   | atlete          | prestatie |
| ------ | --------------- | --------- |
| Goud   | Mieke Schenk    | 5,52½ m   |
| Zilver | Ellie Hobers    | 5,34 m    |
| Brons  | Corry Sweerstra | 5,26½ m   |

### Hink-stap-springen
| rang   | atleet          | prestatie |
| ------ | --------------- | --------- |
| Goud   | Anne de Jong    | 13,74 m   |
| Zilver | Henk van Egmond | 13,34 m   |
| Brons  | M. de Jong      | 13,015 m  |

### Hoogspringen
| rang   | atleet            | prestatie |
| ------ | ----------------- | --------- |
| Goud   | Henk Visser       | 1,82 m    |
| Zilver | Henk Dijksterhuis | 1,82 m    |
| Brons  | J. Verschoor      | 1,77 m    |

| rang   | atlete           | prestatie |
| ------ | ---------------- | --------- |
| Goud   | Dinie Hilbrandie | 1,52 m    |
| Zilver | Ellie Hobers     | 1,52 m    |
| Brons  | Joke van Dongen  | 1,47 m    |

### Polsstokhoogspringen
| rang   | atleet       | prestatie |
| ------ | ------------ | --------- |
| Goud   | Mart Swart   | 3,50 m    |
| Zilver | H. Wijnhoven | 3,10 m    |
| Brons  | N.n.         | m         |

### Kogelstoten
| rang   | atleet       | prestatie |
| ------ | ------------ | --------- |
| Goud   | Bob Demmink  | 14,02 m   |
| Zilver | Henk Kluft   | 13,26 m   |
| Brons  | Joop Fikkert | 12,94 m   |

| rang   | atlete                 | prestatie |
| ------ | ---------------------- | --------- |
| Goud   | Corrie van den Bosch   | 11,48 m   |
| Zilver | Jo van Schouwen-Cramer | 11,25 m   |
| Brons  | Ans Panhorst-Niesink   | 11,22 m   |

### Discuswerpen
| rang   | atleet       | prestatie |
| ------ | ------------ | --------- |
| Goud   | Lei Derichs  | 43,40 m   |
| Zilver | Joop Fikkert | 42,84 m   |
| Brons  | Chris Postma | 42,01 m   |

| rang   | atlete               | prestatie |
| ------ | -------------------- | --------- |
| Goud   | Ans Panhorst-Niesink | 42,29 m   |
| Zilver | Corry Huygen         | 36,25 m   |
| Brons  | Corrie van den Bosch | 35,22 m   |

### Speerwerpen
| rang   | atleet         | prestatie |
| ------ | -------------- | --------- |
| Goud   | Nico Lutkeveld | 63,53 m   |
| Zilver | Joop Fikkert   | 63,07 m   |
| Brons  | Eef Kamerbeek  | 57,88½ m  |

| rang   | atlete        | prestatie |
| ------ | ------------- | --------- |
| Goud   | Carla Wendels | 38,79 m   |
| Zilver | Jo Duijn      | 38,12 m   |
| Brons  | Dini de Haan  | 35,20 m   |

### Kogelslingeren
| rang   | atleet           | prestatie |
| ------ | ---------------- | --------- |
| Goud   | Aad de Bruyn     | 45,76 m   |
| Zilver | Jan Kamerbeek    | 39,74 m   |
| Brons  | W. van der Hoofd | 38,33 m   |

### Tienkamp/Vijfkamp
| rang   | atleet                | prestatie |
| ------ | --------------------- | --------- |
| Goud   | Eef Kamerbeek         | 5335 p    |
| Zilver | Gerrit van der Hoeven | 5306 p    |
| Brons  | N.n.                  | p         |

| rang   | atlete                         | prestatie |
| ------ | ------------------------------ | --------- |
| Goud   | Corrie Kalman                  | 3722 p    |
| Zilver | Loes Butselaar-van der Weijden | 3618 p    |
| Brons  | Corrie van den Bosch           | 3479 p    |

### Marathon
| rang   | atleet             | prestatie      |
| ------ | ------------------ | -------------- |
| Goud   | Janus van de Sande | 2:32.45,8 N.R. |
| Zilver | J. Overdijk        | 2:44.05,0      |
| Brons  | A. van der Linden  | 2:48.27,0      |

### 50 km snelwandelen
| rang   | atleet              | prestatie |
| ------ | ------------------- | --------- |
| Goud   | Jan Cijs            |           |
| Zilver | Herman van Wolferen |           |
| Brons  | Stolker             |           |

1904 · 
1908 · 
1909 · 
1910 · 
1911 · 
1912 · 
1913 · 
1914 · 
1915 · 
1917 · 
1918 · 
1919 · 
1920 · 
1921 · 
1922 · 
1923 · 
1924 · 
1925 · 
1926 · 
1927 · 
1928 · 
1929 · 
1930 · 
1931 · 
1932 · 
1933 · 
1934 · 
1935 · 
1936 · 
1937 · 
1938 · 
1939 · 
1940 · 
1941 · 
1942 · 
1943 · 
1944 · 
1946 · 
1947 · 
1948 · 
1949 · 
1950 · 
1951 · 
1952 · 
1953 · 
1954 · 
1955 · 
1956 · 
1957 · 
1958 · 
1959 · 
1960 · 
1961 · 
1962 · 
1963 · 
1964 · 
1965 · 
1966 · 
1967 · 
1968 · 
1969 · 
1970 · 
1971 · 
1972 · 
1973 · 
1974 · 
1975 · 
1976 · 
1977 · 
1978 · 
1979 · 
1980 · 
1981 · 
1982 · 
1983 · 
1984 · 
1985 · 
1986 · 
1987 · 
1988 · 
1989 · 
1990 · 
1991 · 
1992 · 
1993 · 
1994 · 
1995 · 
1996 · 
1997 · 
1998 · 
1999 · 
2000 · 
2001 · 
2002 · 
2003 · 
2004 · 
2005 · 
2006 · 
2007 · 
2008 · 
2009 · 
2010 · 
2011 · 
2012 · 
2013 · 
2014 · 
2015 · 
2016 ·
2017 ·
2018 ·
2019 ·
2020 ·
2021 ·
2022 ·
2023 ·
2024 ·
2025